# Try this shoot
「try this shoot」（トライ・ディス・シュート）は、globeの23枚目のシングル。2001年8月1日にavex globeから発売された。

## 解説
花王ソフィーナ「AUBE」CM曲としてオンエアされていたが、CMバージョンとシングルバージョンでは曲調・歌詞とも大きく異なり、エピックトランス調として発売された。
イントロの「this try…」という声はマーク・パンサーによるものではなく、DTMソフトACID の「try this loop」というプリセットである。

## 収録曲
| 全作詞: KEIKO（RAP詞: MARC）、全作曲・編曲: 小室哲哉。 |                                   |                        |            |       |
| #                                                      | タイトル                          | 作詞                   | 作曲・編曲 | 時間  |
| 1.                                                     | 「try this shoot (Original Mix)」 | MARC ・ KEIKO          | 小室哲哉   | 5:59  |
| 2.                                                     | 「try this shoot (TK Remix)」     | KEIKO （RAP詞: MARC ） | 小室哲哉   | 12:08 |
| 3.                                                     | 「try this shoot (TV-Mix)」       | KEIKO （RAP詞: MARC ） | 小室哲哉   | 6:00  |
| 合計時間:                                              | 合計時間:                         | 24:07                  |            |       |

## クレジット
- Produced : globe
- Co-Produced : ROJAM
- Mixed & Remixed : 小室哲哉
- Mastered : 前田康二
- Art direction & Design : THROUGH.
- Photography : 内田将二

## 収録アルバム
- Lights（アルバムバージョン）
- 8 Years ～Many Classic Moments～
- globe decade -single history 1995-2004-